# معيار اللجنة الوطنية لنظام التلفزة

نظام الترميز التلفزيوني حسب الدول الذي تستخدمه. الدول التي تستخدم NTSC ملوّنة باللون الأخضر.

معيار اللجنة الوطنية لنظام التلفزة (بالإنجليزية: National Television System Committee) ويُعرف باسمه المختصر NTSC ويقرأ (إن تي إس سي)، وهو اسم الكيان الناظم للبث التلفزيوني التماثلي في الولايات المتحدة الأمريكية وكندا والمكسيك والفلبين وٍكوريا الجنوبية وتايوان وبعض الدول الأخرى (شاهد الخريطة).
معظم البلدان التي تستخدم معيار NTSC، وكذلك تلك التي تستخدم المعايير الأخرى، آخذة في التحول إلى أحدث معايير التلفزيون الرقمي وهو ATSC . أمريكا الشمالية، وأجزاء من أمريكا الوسطى، وكوريا الجنوبية تقوم باعتماد معايير ATSC، بينما بلدان أخرى تتبنى أو تبنت المعايير الأخرى.
تم اعتماد أوّل بثّ معتمد بالأبيض والأسود لـ NTCS عام 1941، ولم يكن حينها يدعم البثّ الملوّن. تقوم هذه الطريقة في البث على إرسال كل الصورة على شكل 525 خطّاً صوريّاً. وبث 30 صورة متتابعة في الثانية الواحدة، تمّ تعديل تردد بثّ الصور لاحقاً بصورة طفيفة.
تمّ وقف التصنيع التجاري للتلفزيونات في الولايات المتحدة مع دخول الولايات المتحدة للحرب العالمية الثانية.
في عام 1953 تم إصدار آخر من هذا المقياس للبثّ والذي كان يسمح ببث الألوان بشكل متوافق مع المستقبلات التي تعرض الصورة بالأبيض والأسود، مع المحافظة على كمية إرسال البيانات نفسها.
كان هذا ميزة تجارية هازماً بذلك النظام غير الداعم للألوان.
كان نظام NTSC أوّل نظام بثّ ملوّن تمّ تبنيه. بعد ما يربو على نصف قرن من الاستخدام، سيتمّ استبدال غالبية مرسلات NTCS بنظام ATSC ابتداءً من 17 فبراير، 2009 في الولايات المتحدة. وفي 31 أغسطس، 2011 في كندا.
اليوم، الكثير من تلفزيونات الانبوب الفارغ (vacuum-tube) القديمة استبدلت بالتلفزيونات الرقميّة.

## تاريخياً
تأسست لجنة النظم التلفزيونية الوطنية في عام 1940 من قبل لجنة الولايات المتحدة الاتصالات الاتحادية (FCC) لحل النزاعات التي قامت بين الشركات على إدخال نظام تلفزيون تناظرية على الصعيد الوطني في الولايات المتحدة. في شهر مارس عام 1941، أصدرت لجنة معيار تقني للتلفزيون الأسود والأبيض الذي بنيت بناء على توصية 1936 التي قدمتها رابطة مصنعي راديو (RMA). التقدم التقني من الجانب الرمزي سمح لإتاحة الفرصة لزيادة دقة ووضوح الصورة NTSC قامت باختيار 525 خط للمسح كحل وسط بين 441 خط كمعيار مستخدم مسبقاً من قبل شبكة NBC التلفزيونية ورغبة بعض من صانعي التلفاز في أمريكا إلى رفع خطوط المسح بين 605 و 800 خط. وأوصي بمعيار معدل الإطار 30 لقطة (صورة) في الثانية الواحدة، تتكون من اثنين من المجالات المتداخلة لكل إطار على 262.5 خط لكل حقل و 60 حقل في الثانية الواحدة.و كانت التوصية النهائية لنسبة عرض الشاشة هي 4:3، وتضمين التردد (FM) لإشارة الصوت (الذي كان جديدا تماما في ذلك الوقت).
في يناير كانون الثاني عام 1950، أعيد تشكيل لجنة لتوحيد معايير التلفزيون الملون. في ديسمبر عام 1953، وافقت بالإجماع على ما يسمى الآن التلفزيون الملون معيار NTSC (الذي عرف فيما بعد باسم RS- 170A). احتفظت الإضافة الجديدة للألوان المتوافقة للصورة بالتوافق التام مع أجهزة التلفزيون الأسود والأبيض الموجودة مسبقاً. . تمت إضافة معلومات اللون إلى صورة بالأسود والأبيض عن طريق إضافة الباطن للون أو ما يسمى color subcarrier من 4.5 × 455/572 = 315/88 ميغاهيرتز (حوالي 3.58 ميغاهيرتز) لإشارة الفيديو. للحد من وضوح التداخل بين إشارة التلوين وإشارة FM الناقلة للصوت المطلوب تم تخفيض طفيف في معدل الإطار من 30 لقطة في الثانية الواحدة إلى 30/1.001 إلى حوالي (29.97) لقطة في الثانية، وتغيير تردد الخطوط من 15.750 هرتز إلى 15.750 / 1.001 هرتز إلى حوالي 15.734 هرتز. وكانت لجنة الاتصالات الفدرالية وافقت لفترة وجيزة على معيار التلفزيون الملون، وبدأت في شهر أكتوبر لعام 1950، والذي تم تطويره من قبل شبكة سي بي اس. وقد مر المعيار بعد ذلك بتحسينات خاصة بفترة الستينات.

## التيار الكهربائي وأنظمة التلفزيون
بالرجوع إلى مفهوم الفيديو أو الصورة المتحركة فهي بالمجمل عبارة عن صور متتابعة تعرض بسرعات عالية لا تدركها العين البشرية فيهيء للمشاهد بأنها متحركة بما يسمى بمعدل التحديث وكان لا بد من عرضها أن يجدوا طريقة ثابتة لعرض الصور على كافة التلقزيونات وتكون سريعة بما يكفي لذا اعتمد مقدار التيار الكهربائي المستخدم كمعيار لسرعة عرض الصور أو معدل التحديث وهذا ما جعل من التيار الكهربائي مرادفاً لأنظمة البث وهناك تياران مستخدمان في العالم ليومنا هذا تيار 60 هرتز وهو المستخدم في الولايات المتحدة وبعض الدول كالسعودية، وتيار 50 هرتز المستخدم في أوروبا والكثير من الدول، تردد الخطوط الكهربائية هو 50 هرتز بمعنى ان التيار المتردد يغير القطبية 50 مرة في الثانية اما 60 هرتز بمعنى انه يغير القطبية 60 مرة في الثانية.

### بداية التيار الكهربائي
بداية استخدم الإنسان الجهد المستمر ثم انتقل إلى الجهد المتردد وأول جهد متردد تم استخدامه هو 110 فولت بتردد 60 هرتز بدأها اديسون في شركة جنرال اليكتريك حيث تم توزيع واستخدام التيار المستمرDC بجهد 110 فولت في الولايات المتحدة.
بعد ذلك استطاع العالم الفذ نيكولا تسلا اختراع آلة التيار المتردد بجهد 240 فولت وتردد 60 هرتز ثم وجد انه من الأفضل تخفيض الجهد إلى 110 فولت وذلك لاعتبارات تتعلق بالامن وسلامة المستخدمين لهذا الجهد.
وبعد ذلك بفترة استطاعت الشركة الألمانية AEG ان تولد كهرباء بتردد 50 هرتز وابقوا على استخدام 110 فولت وكان هذا بداية استخدام الكهرباء في أوروبا وكان اختيار 50 هرتز مناسبا لهم نظرا لاعتبارات سهولة التعامل مع الرقم 50 في الحسابات والقياسات الخاصة بالوحدات والتحويلات الأوروبية metric standards

#### الفرق بين تيار 50 هرتز وتيار 60 هيرتز
ولكن وجدوا ان 50 هرتز يؤدى إلى مفاقيد اعلى بالمقارنة ب 60 هرتز وذلك نظرا لان المولدات ذات 50 هرتز تكون سرعتها أبطأ بحوالى 20% من مثيلاتها من 60 هرتز. وايضا وجدوا ان كفاءة نقل الطاقة عبر خطوط النقل تقل بمقدار 10-15% عن مثيلاتها ذات 60 هرتز. ومن ناحية تصميم المحولات وجدوا ان المحول الذي يعمل على 50 هرتز يحتاج إلى لفات أكثر وأكبر. ومن ناحية المحركات وجدوا أيضا ان كفاءة تشغيلها اقل.
ولهذه الاسباب بعد الحرب العالمية الثانية بعد ان ظلت أوروبا تستخدم 110 فولت مع 60 هرتز حتى عام 1950 قررت أوروبا استخدام 220 فولت مع 60 هرتز لتحسين كفاءة نقل الطاقة. وبعد ذلك قررت إنجلترا استخدام 50 هرتز بدلا من 60 هرتز مع الجهد 220 فولت وقادت أوروبا في هذا المجال.

### التيار الكهربائي في الولايات المتحدة
وعلى الجانب الآخر درست الولايات المتحدة استخدام 220 فولت للاستخدامات المنزلية ولكن عدلت عن الفكرة لان التطبيقات قد انتشرت بالجهد 110. فقرروا نقل الجهد حتى المنزل على 220 فولت ثم تحويله إلى 110 فولت. واخيرا فان الجهد والتردد يختلف من بلد لاخر. معظم البلدان تستخدم الجهد 220 والتردد 50 هرتز. حوالى 20% من بلدان العالم تستخدم 110 فولت مع 60 هرتز. ويمكن القول ان أفضل جهد وتردد من حيث الكفاءة هو 220 فولت مع 60 هرتز حيث اعتمد تردد التيار الكهربائي المستخدم في الولايات المتحدة لانشاء نظام البث التلفزيوني NTSC وربطه بمعدل التحديث للصورة وذلك ما أدى إلى ظهور أنظمة بث أخرى فعندما حاولوا الأوربيين تطبيق NTSC وجدوا ان النظام الكهربائي المستخدم في أوروبا في ذلك الوقت هو 50 هرتز فعمدت الدول الأوروبية وعلى رأسها ألمانيا بتصميم نظام بث يتوافق مع تيار 50 هرتز وسمي بنظام البث بال وقامت فرنسا بتصميم نظام بث خاص بها يتوافق مع التيار الكهربائي 50 هرتز وسمي بسيكام.

## التفاصيل التقنية

### إشارة الفيديو المركب
إشارة الفيديو هي في الأساس إشارة كهربائية والتي تبدأ من الكاميرا وتذهب إلى غرفة التحكم عبر نظام نقل. وهذا ما يسمى إشارة الفيديو المركب في الدوائر التلفزيونية المغلقة. وإشارة الفيديو تحتوي على سعة قصوى Amplitude بمقدار 1 فولت الذروة إلى الذروة أو 1 Vpeak-to-peak . وتتكون إشارة الفيديو المركب من الأجزاء التالية:
- إشارة الفيديو
- نبضة التزامن العامودية
- نبضة التزامن الأفقية

#### إشارة الفيديو
في الفيديو المركب، يكون أقصى اتساع Amplitude لإشارة الفيديو هو 0.7 فولت. وبعبارة أخرى، فإن الأبيض أو الجزء المشرق من الصورة يكون بقوة إشارة 0.7 فولت، في حين أن الأجزاء السوداء أو الداكنة ستكون لها إشارة 0 فولت.

#### نبضة التزامن العامودية
صور الفيديو تصنع إطارات الفيديو. في NTSC هناك 30 اطار في الثانية. لتجنب الارتعاش في صور التلفزيون ينقسم إطار الفيديو إلى حقلين أو مجالين، حقل فردي وزوجي. يتم فصل هذين الحقلين من عند الكاميرا ومن ثم يتم تجميعها مرة أخرى عند الشاشة. وهذا ما يسمى أيضا بالتشابك أو interlacing وهي إحدى طرق مسح الشاشة.
في نهاية كل إطار أو مجال، يتم إضافة نبض تزامن عامودية. هذا النبض المتزامن يبلغ الأجهزة الإلكترونية في الكاميرا ومكونات التلفزيون الأخرى أن الحقل قد انتهى ويجعلهم مستعدين لتلقي الإطار التالي أو الحقل. مدة النبضة تتوقف على الوقت الذي تستغرقه الأجهزة الإلكترونية للحصول على الحقل التالي. سعة هذا النبض هو 0.3 فولت. وإذا أضيف إلى إشارة الفيديو، يعطي السعة الكلية 1 فولت الذروة إلى الذروة وقيمة تردد النبضة العامودية أو الرأسية هي 15.75 هرتز قبل الألوان وقد عدلت إلى 15.734 هرتز بعد ظهور الألوان.

#### نبضة التزامن الأفقية
الإطار الواحد في الصورة يتكون من خطوط، في NTSC هناك 525 خط في الصورة الواحدة، كل نقطة في الخط تعكس كثافة إشارة الفيديو، في نهاية كل خط، تضاف نبضة التزامن الأفقي. هذا النبضة المتزامنة تبلغ الأجهزة الإلكترونية أن الخط قد انتهى ولتستعد لبداية السطر التالي. هذه النبضة أيضا لديها سعة 0.3 فولت وقيمة ترددها 60 هرتز قبل ظهور الألوان وقد عدلت إلى 59.94 هرتز بعد الألوان.

### خطوط ومعدل التحديث
يتم استخدام ترميز اللون بنظام M لإشارة التلفزيون، والذي يتألف من 29.97 لقطة من الفيديو المتداخلة في الثانية الواحدة. ويتكون كل إطار من حقلين، يتألف كل منهما من 262.5 خطوط المسح الضوئي، ليصبح المجموع 525 لخطوط المسح. 483 خط من خطوط المسح يشكلون المنطقة المرئية. والباقي (للمقاطع العامودية الفارغة) تستخدم للمزامنة والتقفي العمودي. وقد تم تصميم هذه الفترة الفاصلة في الأصل لتبيض إشارة المستقبل في تلفزيونات CRT وهي اختصار لـ cathode ray tube لتمكين الدوائر التناظرية البسيطة والتقفي العمودي البطيء في الأجهزة التلفزيونية في ذلك الوقت.
بعض الخطوط الآن أصبحت تحتوي على بيانات أخرى مثل معلومات الفترة الزمنية العامودية أو ما يسمى بـ VITC وهو اختصار لـ vertical interval timecodeيتم تجاهل نصف الخطوط خلال عملية التداخل بين الحقلين، يكون الحقل الأول يحتوي على الخطوط الفردية {1,3,5,…525} والحقل الثاني يحتوي على الخطوط الزوجية {2,4,6,..524} , ويتم تداخل الحقلين على أن تسفر عن صورة خالية من الوميض على تردد ما يقرب من 59.94 هيرتز (في الواقع 60 Hz/1.001). وعلى سبيل المقارنة، 576i أشرطة نظم مثل PAL-B / G وSECAM استخدام 625 خطوط (576 مرئية)، وبحيث يكون قرار عمودي العالي، ولكن القرار الزماني أقل من 25 لقطة أو 50 حقلا في الثانية الواحدة.
صمم تردد NTSC في مجال تحديث الصورة لنظام الأسود والأبيض ليقابل بالضبط تيار 60 هرتز الكهربائي وهو التردد الكهربائي المتناوب المستخدم في الولايات المتحدة في ذلك الوقت وحتى يومنا هذا. فكان الهدف منها مطابقة معدل التحديث لعرض الصور المتتابعة على الشاشة بمصدر الطاقة لتجنب الخطوط البينية من الظهور خلال العرض على الشاشة. عندما تمت إضافة الألوان لوحظ ظهور أنماط من النقاط الثابتة بين الصوت ومحمل الألوان، لذى بناءً على ذلك تم تعديل معدل تحديث تتابع الصور ليتوافق مع 59.94 هرتز بدلاً من 60 هرتز. كما هو موضح أدناه في «ترميز اللون». تزامن معدل التحديث مع التيار الكهربائي، ساعد بامكانية الكاميرا على التسجيل المباشر في وقت مبكر من عهد البث التلفزيوني، كما كان من البسيط جدا مزامنة فيلم الكاميرا لالتقاط إطار واحد من الفيديو لكل إطار فيلم باستخدام التردد الكهربائي بالتناوب لضبط سرعة التزامن لموتور AC-(محرك الكاميرا). وبحلول الوقت تغير معدل الإطار إلى 29.97 هرتز للون.

### قياس الألوان
مواصفات اللون الأصلي للـ NTSC، لا تزال جزءا من قانون الولايات المتحدة للأنظمة الاتحادية، وتعرف القيم اللونية للنظام كما يلي:
| قياس الألوان الأساسية 1953         | CIE 1931 x | CIE 1931 y |
| ---------------------------------- | ---------- | ---------- |
| أحمر                               | 0.67       | 0.33       |
| أخضر                               | 0.21       | 0.71       |
| أزرق                               | 0.14       | 0.08       |
| النقط البيضاء (CIE مضياء معياري C) | 0.310      | 0.316      |

كانت أجهزة الاستقبال التلفزيوني الملونة وفية لهذه المواصفات في ذلك الوقت، مثل. RCA CT-100 ولكن لتدني كفاءة الفسفور المستخدم في أجهزة التلفاز والتي كانت تسبب بظهور سواد وترك مسارات بعد الأجسام المتحركة أدى إلى زيادة معدل الفسفور للتشبع وزيادة السطوع في الصورة مما أدى إلى الانحراف عن معايير الألوان بين المرسل والمستقبل .

#### SMPTE "C
لضمان استنساخ ألوان موحدة، بدأت أجهزة الاستقبال بدمج دوائر تصحيح اللون التي تقوم بتحويل الاشارات المستقبلة (بناءً على قيم الألوان المذكورة أعلاه) باشارات مشفرة للفسفورات المستخدمة فعلياً داخل أجهزة الاستقبال. لأن مثل هذا التصحيح للألوان لا يمكن أن يؤديها على نحو دقيق في حالة الإشارة الغير الخطية المرسلة، التعديل يكون تقريبياً، في إدخال كل تدرج اللون وأخطاء النصوع للألوان المشبعة للغاية. في 1968-69 بدأت شركة كونراك بالعمل مع RCA لتعريف مجموعة من الفسفور المحدد لاستخدامه في شاشات البث التلفزيوني الملون، حيث عرفت هذه المواصفات ليومنا هذا بـ SMPTE C نسبة إلى Society of Motion Picture and Television Engineers :
| SMPTE "C" colorimetry              | CIE 1931 x | CIE 1931 y |
| ---------------------------------- | ---------- | ---------- |
| أحمر                               | 0.630      | 0.340      |
| أخضر                               | 0.310      | 0.595      |
| أزرق                               | 0.155      | 0.070      |
| النقط البيضاء (CIE illuminant D65) | 0.3127     | 0.3290     |

في عام 1987، اعتمدت لجنة مهندسين الصور المتحركة والتلفزيون (SMPTE)، وهو فريق العمل المعني لقياس ألوان الشاشة، اعتمد الـفسفور في معيار SMPTE C للاستخدام العام، مما دفع العديد من الشركات المصنعة لتعديل التصاميم الخاصة بكاميراتهم لترميز مباشرة بما يتوافق مع قياس الألوان في SMPTE "C" دون تصحيح الألوان.
يستخدم NTSC الياباني نفس القيم اللونية للأحمر والأزرق، والأخضر، ولكن توظف نقطة بيضاء مختلفة من إنارة CIE
(0.293= X = 0.285 , Y). كل من النظم المستخدمة SECAM PAL , استخدمت NTSC الأصلي 1953 لقياس الألوان حتى عام 1970؛ [10] على عكس NTSC، غير أن اتحاد الإذاعات الأوروبية (EBU) تحاشى تصحيح الألوان في استقبال وشاشات الاستوديو، ودعا بدلاً من ذلك بشكل صريح لجميع المعدات لترميز الإشارات مباشرة بما يتناسب مع القيم اللونية ل«اتحاد الإذاعات الأوروبية»، لمواصلة تحسين دقة الألوان من تلك النظم.

### ترميز اللون
من أجل التوافق مع الإصدارات السابقة مع التلفزيون الأسود والأبيض، يستخدم NTSC نظام ترميز إنارة التلون الذي اخترع في عام 1938 من قبل جورج فالنسي والتلون يحمل معلومات اللون . وهذا يسمح باستقبال الفيديو باللونين الأسود والأبيض من خلال تصفية التلون أو ما يسمى بـ chrominance في إشارات NTSC. وقد صممت جميع أجهزة التلفزيون بالأسود والأبيض التي بيعت في الولايات المتحدة لتلائم ذلك .
في NTSC، يتم ترميز التلون باستخدام اثنين من إشارات ذو 3.579545 ميغاهيرتز 90 درجة، والمعروفة باسم In-phase والـ Q وهو Quadrature-QAM .هذه الإشارات يتم تضمين سعتها أو amplitude لكل منهما ثم تضاف معاً . ويتم إلغاء الإشارة الناقل. رياضياً، يمكن أن ترى النتيجة بأنها موجة جيبية احادية مع اختلاف الطور النسبي ومتفاوتة في السعة. الphase يمثل لون لحظي التي تقوم الكاميرا التلفزيونية بالتقاطها، والسعة أو الـ Amplitude للإشارة يمثل تشبع اللون اللحظي .
التلفزيونات تقوم باسترجاع معلومات درجة اللون من I/Q phase , لذى يجب وجود zero phase كمرجعية لتحل محل الإشارة الناقلة الملغية . أيضاً يحتاج إلى مرجعية من أجل السعة Amplitude لاسترجاع معلومات التشبع . لذى إشارة NTSC تتضمن مثال صغير من الإشارة المرجعية، تعرف بـبروز اللون أو Color burst وتقع بما يعرف بـ back porch أو بالرواق الخلفي للإشارة في كل خط أفقي وهي تأتي في الوقت بين نهاية إشارة التزامن الأفقية ونهاية إشارة التقطيع .
The color Burst تعمل كمرجعية تستخدمها شاشات العرض والتلفاز لتزامن عرض الألوان في الإشارة المستقبلة، التلفزيونات تحتوي على قارئ للإشارة ما يعرف بـ Local Oscillator والذي يقوم بمزامنة إشارة بروز اللون ثم استعمالها كمرجع لفك ترميز التلون في الإشارة المستقبلة من خلال مقارنة الإشارة المرجعية المشتقة من إشارة بروز اللون بالنسبة لسعة ودرجة اشارات التلون في نقطة معينة من المسح الضوئي . وجمع هذه الإشارة مع سعة إشارة النصوع المستقبلة .و يقوم المستقبل باحتساب كل لون لكل نقطة .
في إشارة NTSC تكون إشارة الناقل أو إشارة التضمين 4.5 MHz مع إشارة الصوت، إذا حصل تشويه غير خطي لاشارة البث، الإشارة الحاملة للون ذو 3.579545 MHz يمكن أن تصطدم مع الإشارة حاملة الصوت لتنتج نمط نقاط على الشاشة .لجعل النمط الناتج أقل ملاحظة، المصممين قاموا بمعايرة الحقل ذو 60 Hz بمعامل 1.001 (0.1%) لمقاربتها لـ 59.94 حقل في الثانية . هذه المعايرة ضمنت بأن يكون مجموع واختلاف بين حامل الصوت والناقل الفرعي للون مع مضاعفاتهم ليست بالضبط كمضاعفات معدل الإطار، والذي هو شرط ضروري للنقاط لتبقى ثابتة على الشاشة، مما يجعلها أكثر ما يلفت الانتباه.
معدل 59.94 مشتق من الحسابات التالية، المصممين اختاروا ليجعلوا تردد حامل التلون n+0.5 من مضاعفات تردد الخط لتقليل التداخل بين إشارة النصوع وإشارة التلون . وتم اختيار تردد الناقل الفرعي للصوت بأن يكون من مضاعفات عدد صحيح تردد الخط لتقليل امكانية التداخل بين إشارة الصوت وإشارة التلون . معيار الأسود والأبيض الأصلي، كان مع تردد خط 15750 هرتز و 4.5 ميغاهيرتز لتردد الناقل الفرعي للصوت، وكان ذلك لا يلبي احتياجات عرض اللون، لذلك كان على المصممين إما رفع تردد الناقل الفرعي للصوت أو خفض تردد الخط. أما رفع وتيرة تردد الناقل الفرعي للصوت سمنع المستقبلات الموجودة (أبيض وأسود) من الضبط بشكل صحيح لإشارة الصوت. خفض تردد الخط هو غير ضار نسبياً، وذلك لأن معلومات التزامن الأفقي والرأسي في إشارة NTSC تسمح لجهاز الاستقبال لتحمل قدر كبير من الاختلاف في تردد الخط. ولذلك فقد اختار المهندسين تردد الخط للتغيير في معيار اللون. في معيار الأسود والأبيض، نسبة تردد الناقل الفرعي للصوت إلى تردد الخط هو 4.5Mhz/15.750 = 285.71 في معيار اللون، ويقرب إلى عدد صحيح وهو 286، وهو ما يعني تردد الخط في معيار اللون هو 4.5 ميغاهيرتز / 286 = حوالي 15.734 خط في الثانية الواحدة. للحفاظ على نفس العدد من خطوط المسح في الميدان (والإطار)، يجب أن يكون معدل الخط السفلي يسفر عن معدل حقل أقل. تقسم 4,500,00/286 خطوط في الثانية الواحدة بواسطة 262.5 خط لكل حقل يعطي ما يقرب من 59.94 الحقول في الثانية الواحدة.

### مخطط إشارة التضمين الناقلة

اشارة NTSC.

ان القناة التلفزيونية العاملة بنظام NTSC تشغل نطاق ترددي بما يقارب 6 Mhz , إشارة الفيديو المتضمنة بالإشارة الحاملة تنقل بين 500 kHz إلى 5.45 Mhz فوق الحد السفلي للقناة . الإشارة الناقلة للفيديو 1.25 Mhz فوق الحد السفلي للقناة، مثل كل اشارات الـ AM الإشارة الناقلة للفيديو تولد اثنين من Sideband , واحدة أعلى من الإشارة الناقلة وتحتها، سعة كل واحدة منهم 4.2 Mhz . يبث كامل الـ Sideband العلوية وفقط 1.25 Mhz من الـ Sideband السفلية يتم ارساله، أما الناقل الفرعي للون الذي تمت الإشارة اليه فيما سبق بـ 3.579545 Mhz فوق الإشارة الناقلة للفيديو ويتم تضمينها باشارة ذو سعة تربيعية تسمى بـ Quadrature-Amplitude وباشارة ناقلة من نوع Suppressed Carrier .

إشارة الصوت يتم تضمينها كما في اذاعات التي تعمل باشارة الـ FM بين التردد من 88 – 108 MHz , ولكن مع 25 kHz كأقصي انحراف للتردد، مما يجعل اشارات الصوت للتلفاز التناظري أكثر وضوحاً من اشارات الصوت للـ FM عند استلامه في مستقبلات النطاق العريض أو Wideband Receivers .

الإشارة الناقلة الرئيسية للصوت هي 4.5 Mhz أعلى من الإشارة الناقلة للفيديو، مما يجعل من 250 kHz أدناه الجزء العلوي من القناة . أحياناً القناة تحتوي على إشارة MTS , والتي تقدم أكثر من إشارة صوت للقناة باصاقة واحد أو اثنين من إشارة الناثل الفرعي على إشارة الصوت، كلها متزامنة مع مضاعفات تردد الخط . ويستخدم ذلك في نظام ATSC , حيث يتم بث الإشارة الرقمية الحاملة على 1.31 Mhz أعلى من الحد السفلي للقناة . وتوجد خاصية Set-up المذكورة مسبقاً وهي 54mV (7.5 IRE) كمقدار ازاحة للفولتية بين الأسود وإشارة Blanking وهي فريدة من نوعها أي محجوزة في معيار NTSC لتقوم بسهولة بفصل إشارة الفيديو عن إشارة التزامن.

### وحدة IRE
وحدة IRE هي وحدة تم اعتمادها لتسهيل التعامل مع مستويات النصوع المختلفة في الصورة وتحديد اللون فيها وتستعمل بشكل خاص في نظام البث التناظري NTSC وأنظمة البث الأخرى، فبما ان إشارة الفيديو لا تتعدى 1 فولت ذروة للذروة (1 V peak-to-peak) فقط قام معهد مهندسين الراديو الذي تم تأسيسه في 1912 بتقسيم الفولت الواحد إلى 140 وحدة سميت بالـ IRE نسبة إلى Institute of Radio Engineers لتسهيل التعامل مع مستويات النصوع أو luminance في إشارة الفيديو، وتم تقسيمها إلى جزئين جزء الصورة وهو بين 0 IRE إلى IRE 100 وجزء التزامن وعرف بالقيم بين -40 IRE إلى 0 IRE . ولذلك كل وحدة IRE تعادل 1/140 فولت . معظم الأجهزة المنتجة للصورة أو الفيديو عادة يكون اللون الأسود في الصورة بين 7.5 IRE و 10 IRE والحد الأقصي لسطوع الصورة عادة أقل بقليل من 100 IRE .

و هناك إشارة ثالثة داخلية وهي إشارة اندفاع اللون أو Burst Signal ذو قيمة ما بين -20 IRE و +20 IRE وهي عينة قصيرة من تردد الناقل الفرعي للون . ويتم استخدامه في كيفية عرض الألوان على الشاشة .

### تحويلات معدل الإطار
هناك فرق كبير في معدل الإطار بين الفيلم، الذي يقام في 24.0 لقطة في الثانية، ومعيار NTSC، الذي يقام في حوالي 29.976 لقطة في الثانية. وأيضاً في المناطق التي تستخدم أنظمة تلفاز ذو 25 اطار في الثانية، هذه المشكلة يمكن التغلب عليها بما يسمى بعملية التسريع أو speed-up .
للمعايير التي تستخدم 30 اطار في الثانية تسمى العملية للمعايير التي تستخدم 30 اطار في الثانية تسمى العملية المستخدمة 3:2 pulldown , يتم بث اطار واحد للفيلم لثلاث حقول بمعنى 1.5 اطار للفيديو، والإطار التالي يتم نقله لحقلين فيديو أخريين بمعنى اطار فيديو واحد . وهكذا ينتقل إطارين للفيلم في خمسة حقول للفيديو، بمدة متوسطها 2 ½ حقل للفيديو في لإطار الفيلم الواحد. ويبلغ متوسط معدل الإطار بالتالي 60 ÷ 2.5 = 24 لقطة في الثانية الواحدة، وبالتالي فإن متوسط سرعة الفيلم هو بالضبط ما ينبغي أن يكون. في الواقع، على مدى ساعة من الوقت الحقيقي للعرض، يتم عرض 215,827.2 حقل للفيديو، تمثل 86,330.88 إطار للفيلم، بينما في ساعة واحدة من معيار 24 إطارا في الثانية، تظهر بالضبط 86,400 إطار وهكذاعندما تتم عملية 3:2 pulldown فأنه يعرض 99.92% من فيلم NTSC في نفس الوقت المستغرق للـ 24 اطار بالعرض .
ليتم عرض NTSC ذو 30 اطار على 25 اطار أو العكس، هناك طريقتين للـ 3:2 pulldown هما:
- التقنية التناظرية : تقوم بتبطيء معدل الإطار 4% من 25 إلى 23.976 اطار في الثانية .
- التقنية الرقمية : والتي تنطوي على الاستكمال من محتويات الإطارات المجاورة من أجل إنتاج إطارات متوسطة جديدة؛ ويتم تطبيق خوارزميات تحسس الحركة متطورة للغاية.

و قد جرت العادة عند عرض NTSC بـ 24 اطار بأن يقوموا بتسريع مقدراه 1/24 أي بحدود 104.17% من السرعة الطبيعية في المناطق التي تستخدم معايير الأنظمة ذو 25 اطار، ذلك يؤدي إلى تسريع الصورة عن طريق زيادة ممائلة لدرجة وايقاع الصوت . وفي الآونة الأخيرة، تم استخدام التقنيات الرقمية لتجنب الزيادة في الدرجة بينما الإيقاع للفيديو لا يزال يتم تسريعه، ولتجنب التسارع بالكامل يتم عن طريق توزيع إطارات الفيلم، مع درجات متفاوتة من إذابة في حقول الفيديو، بحيث ثانية واحدة من الفيلم لا تزال تحتل بالضبط ثانية واحدة من الفيديو.
في عرض الفيلم في المناطق التي تستخدم معايير 25 اطار في الثانية يمكن التعامل معها باحدى الطريقتين:
- باستخدام التقنية التناظرية المذكورة أعلاه .
- يمكن اتخاذها الفيلم في 25 لقطة في الثانية الواحدة. وفي هذه الحالة، عندما ينتقل من منطقته الأصلية، يظهر الفيلم في السرعة العادية، مع عدم وجود تغيير في التسجيل الصوتي المصاحب. عندما يتم عرض نفس الفيلم في المناطق التي تستخدم خلال 30 إطارا في الثانية، سيتم إبطاء الفيلم بنسبة 4٪، إلى 24 إطارا في الثانية، بحيث 3:2 pulldown يمكن تطبيقها. هو تباطأ سرعة من 4.096٪، حيث يصبح 23.976 إطارا في الثانية. وهناك تغير سيحصل في إيقاع الصوت المرفق ما لم يتم استخدام تصحيح رقمي، وخفض الدرجة بنحو 1 نغمة.

## مقارنة النوعية

The SMPTE color bars, مثال عن بطاقة الاختبار للون.

أنظمة الكترونيات الأنبوب الفارغ المستخدمة في التلفزيون في حقبة الستينيات أدت إلى الكثير من المشاكل، منها خاصية اندفاع اللون، كانت غالباً ما تنحرف عند تغيير القنوات وهذا سبب تجهيز أجهزة التلفاز ذو نظام الـ NTSC مع جهاز تحكم في اللون، أما أنظمة PAL و SECAM لم تكن بحاجة إلى هذا، بالرغم بأن هذه الأجهزة ما زالت موجودة في تلفزيونات NTSC فان مشكلة انجراف اللون زالت بعد استخدام الكترونات الحالة الصلبة solid-state التي اعتمدت في السبيعنات من القرن المنصرم .
هذه الخاصية من التحكم في الألوان جعلت أي شخص بأن يقوم بالتلاعب بالألوان في تلفزيون NTSC أو معايرتها بمقارنتها مع ما يسمى بـ SMPTE color bars وهي كما نرى في الصورة ووضعت لمعايرة الألوان في أجهزة التلفاز. استخدام NTSC لتشفير الألوان في أنظمة S-Video يزيل تماما التشوهات . ونتيجة لذلك، فإن استخدام ترميز اللون NTSC يعطي أعلى جودة لوضوح الصورة (على المحور الأفقي ومعدل الإطار) من أنظمة الألوان الثلاثة عند استخدامها مع هذا المخطط.
وضوح الصورة في NTSC على المحور العمودي هو أقل من المعايير الأوروبية، 525 خط مقابل 625. ومع ذلك، فإنه يستخدم الكثير من عرض النطاق الترددي من الهواء الناقل.

## بدائل

### NTSC-M
على عكس PAL، في العديد من الأنظمة المتنوعة الكامنة وراء البث التلفزيوني في استخدامها في جميع أنحاء العالم، يتم استخدام ترميز اللون NTSC دائما في نظام البث M، لإعطاء NTSC-M.

### NTSC-J
البديل الياباني "NTSC-J" هو الوحيد المختلف قليلاً، مستوى الأسود وتقطيع مستوى الإشارة المتطابقة (في 0 IRE)، كما هي الحال في PAL، بينما في NTSC الأمريكي، مستوى اللون الأسود هو أعلى قليلا (7.5 IRE) من تقطيع المستوى. ترميز القناة على NTSC-J يختلف قليلا من NTSC-M. على وجه الخصوص ترددات VHF الياباني يعمل على القنوات من 1-12 (الموجود على ترددات مباشرة فوق 76-90 ميغاهيرتز من البث الاذاعي الياباني FM)، في حين يستخدم ا تردد VHF TV تردد في أمريكا الشمالية قنوات من 2-13 (54-72 ميغاهيرتز، 76-88 ميغاهرتز و 174-216 ميغاهيرتز) مع 88-108 ميغاهيرتز المخصصة للبث الإذاعي FM.

### PAL-M (البرازيل)
نظام PAL-M البرازيلي الذي استحدث في عام 1972، ويستخدم نفس خطوط / الحقل كما NTSC ((525/60، وتقريباً نفس عرض النطاق الترددي للبث والمسح الترددي (15.750 مقابل 15.734 كيلو هرتز). قبل إدخال اللون، بثت البرازيل في معيار NTSC الأسود والأبيض. ونتيجة لذلك، إشارات PAL-M هي قريبة للتطابق مع إشارات أمريكا الشمالية، باستثناء ترميز الناقل الفرعي اللون (3.575611 ميغاهيرتز لPAL-M و3.579545 ميغاهيرتز ل NTSC). ونتيجة لهذه المواصفات وثيقة.

#### مواصفات PAL-M وNTSC
مواصفات PAL-M
UHF / VHF،
معدل الإطار 30
خطوط / حقل 525/60
التردد الأفقي. 15.750 كيلو هرتز
التردد العمودي. 60 هرتز
Color Sub Carrier 3.575611 ميغاهيرتز
فيديو عرض النطاق الترددي 4.2 ميغاهرتز
تردد ناقل الصوت 4.5 ميغاهرتز
قناة عرض النطاق الترددي 6 ميغاهيرتز
NTSC (اللجنة نظام التلفزيون الوطني) المواصفات هي:
UHF / VHF
خطوط / حقل 525/60
التردد الأفقي 15.734 كيلو هرتز
التردد العمودي 59,939 هرتز
Color Sub Carrier 3.579545 ميغاهيرتز
فيديو عرض النطاق الترددي 4.2 ميغاهرتز
تردد ناقل الصوت 4.5 ميغاهرتز

### PAL-N
ويستخدم هذا في الأرجنتين وأوروغواي. هي مشابهة جداً لـPAL-M (المستخدمة في البرازيل).
ويمكن رؤية أوجه التشابه من NTSC-M وNTSC-N على الجدول، الذي يرد هنا:
| النظام | الخطوط | معدل الفريم | نطاق القناة | النطاق المرئي | Sound offset تحيز الصوت | Vestigial sideband | التضمين المرئي | التضمين الصوتي | ملاحظات                                                                                                  |
| ------ | ------ | ----------- | ----------- | ------------- | ----------------------- | ------------------ | -------------- | -------------- | --- |
| M      | 525    | 29.97       | 6           | 4.2           | +4.5                    | 0.75               | Neg.           | FM             | معظم أرجاء أمريكا الشمالية والكاريبي، كوريا الجنوبية، تايوان، الفلبين (all NTSC-M) and البرازيل (PAL-M). |
| N      | 625    | 25          | 6           | 4.2           | +4.5                    | 0.75               | Neg.           | FM             | الأرجنتين، أوروغواي (all PAL-N)..                                                                        |

كما هو مبين، وبصرف النظر عن عدد الخطوط والإطارات في الثانية الواحدة، والأنظمة متطابقة. NTSC-N/PAL-N متوافقة في المصادر، تماماً مثل في إتش إس / بيتاماكس أجهزة تسجيل فيديو، ومشغلات DVD. ومع ذلك، فهي ليست متوافقة في البث ذو النطاق العريض (والتي يتم تلقيه عبر الهوائي)، على الرغم من بعض الأجهزة التي تأتي مع أحدث نطاق أساسي NTSC 3.58 (كونها تردد تعديل اللون في 3.58 ميغاهيرتز).

### NTSC - Movie
نظام NTSC مع معدل إطارات من 23.976 إطار / ثانية يوصف بمعيار NTSC-الفيلم.

### منطقة ألعاب الفيديو كندا / الأمريكية
أحيانا يتم استخدام نظام NTSC-US أو NTSC-U / C لوصف منطقة ألعاب الفيديو في أمريكا الشمالية (U / C تشير إلى الولايات المتحدة وكندا)، ويتم استخدامها لألعاب تصدر خصيصاً لهذه المنطقة.

## إشارة الفاصل الرأسي
معيار NTSC لصورة الفيديو يحتوي على بعض خطوط (خطوط 1-21 من كل حقل) هي غير مرئية (وهذا ما يعرف باسم فترة الحجب الرأسية، أو the Vertical Blanking Interval, or VBI)؛ كلها وراء حافة الصورة القابلة للعرض، ولكن خطوط فقط 1-9 تستخدم للتزامن الرأسي والتعادل النبضات. الأسطر المتبقية تم استبدالها بشكل متعمد في مواصفات NTSC الأصلية لتوفير الوقت لشعاع الإلكترون في شاشات CRT للعودة إلى أعلى الشاشة.
VIR (أو إشارة الفاصل العمودي)، اعتمدت على نطاق واسع في عقد الثمانينات من القرن المنصرم، وكمحاولات لتصحيح بعض المشاكل في لون فيديو NTSC عن طريق إضافة وإدراج بيانات مرجعية لصور الاستوديو لمستويات نصوع وتلون على خط 19. أجهزة التلفزيون مجهزة بشكل مناسب ويمكن بعد توظيف هذه البيانات من أجل ضبط الشاشة بشكل أقرب لصورة الاستوديو الأصلي. إشارة VIR الفعلي تحتوي على ثلاثة أقسام، الأول وجود 70 في المئة نصوع ونفس التلون كما إشارة اندفاع اللون، واثنين اخرين بعد 50 في المئة و 7.5 في المئة على التوالي نصوع.
أقل استخداما من VIR، هو GCR، والذي أضاف بما يسمى بالشبح (آلية التدخل المتعددة) وقد زاد من قدرات الإزالة.
وعادة ما تستخدم خطوط فاصل التقطيع العمودي المتبقية لبث بيانات أو بيانات تكميلية مثل الطوابع الزمنية لتحرير الفيديو (timecodes الفاصل الرأسي أو timecodes SMPTE على خطوط 12-14])، وبيانات الاختبار على خطوط 17-18.
و هناك أنظمة تجارية تبث بهذا النظام كالتيفو البيانات على بعض الإعلانات التجارية واعلانات البرامج بحيث يمكن للعملاء التسجيل المباشر للبرنامج التي يتم الإعلان عنها، ويستخدم أيضا في برامج مدفوعة لمدة نصف ساعة أسبوعيا كتلفزيون ايون وقناة ديسكفري التي تعتبر من أكثر المعلنين على التيفو .

### بلدان تستخدم نظام NTSC
| - ساموا الأمريكية - أنجويلا - أنتيغوا وباربودا - أروبا - باهاماس - باربادوس - بليز - برمودا - بوليفيا - بونير - الجزر العذراء البريطانية - إقليم المحيط الهندي البريطاني - كندا - الجزر الكاريبية الهولندية - جزر كايمان - تشيلي - كولومبيا - كوستاريكا - كوراساو - كوبا - كوراساو - دومينيكا - جمهورية الدومينيكان - الإكوادور - السلفادور - غرينادا - غوام - غواتيمالا - غويانا - هايتي - هندوراس | - جامايكا - جمهورية كوريا - جزر مارشال - مونتسرات - المكسيك - ولايات ميكرونيسيا المتحدة - جزيرة ميدواي - ميانمار - نيكاراجوا - جزر ماريانا الشمالية - بالاو - بنما - باراغواي - بيرو - الفلبين - بورتوريكو - سانت كيتس ونيفيس - سانت لوسيا - سانت فينسنت والغرينادين - سينت مارتن - سورينام - تونغا (بجانب نظام PAL) - ترينيداد وتوباغو - جزر توركس وكايكوس - الولايات المتحدة - جزر العذراء الأمريكية - فنزويلا |

### بلدان ومناطق استخدمت NTSC من قبل
| البلد         | تحول إلى | اكتمال التحول |
| ------------- | -------- | ------------- |
| كمبوديا       | بال      | غير معروف     |
| جمهورية الصين | DVB-T    | 30 يونيو 2012 |
| فيجي          | بال      | 1990          |
| اليابان       | ISDB-T   | 31 مارس 2012  |
| اليمن الجنوبي | بال      | غير معروف     |
| تايلاند       | بال      | غير معروف     |
| فيتنام        | بال      | 1991          |

## الفروق التقنية بين NTSC و PAL
| الخاصية                              | NTSC                       | PAL                      |
| ------------------------------------ | -------------------------- | ------------------------ |
| تردد الإطار                          | 30 في الثانية              | 25 في الثانية            |
| وقت كل اطار                          | 1/30 sec                   | 1/25 sec                 |
| عدد الحقول في الإطار                 | 2                          | 2                        |
| تردد الحقل                           | 60 في الثانية              | 50 في الثانية            |
| وقت كل حقل                           | 1/60 الثانية               | 1/50 الثانية             |
| عدد الخطوط في الإطار                 | 525                        | 625                      |
| عدد الخطوط في الحقل                  | 262.5                      | 312.5                    |
| عدد الخطوط في الثانية                | 525x30=15750               | 625x25=15625             |
| وقت كل خط                            | 1/15750 الثانية أو 63.5 us | 1/15625 الثانية أو 64 us |
| الفراغ الأفقي                        | 1/60*0.8 = 1333 us         | 1/50*0.8 = 1600 us       |
| خسارة الخط الواحد خلال الفراغ الأفقي | 1333/63.5 = 21 خط          | 1600/64 = 25 خط          |
| الفراغ العامودي                      | 63.5 * 0.16=10.2 us        | 64 * 0.16=10.25 us       |
| وقت التتبع المرئي Visible trace time | 53.3 us                    | 53.75 us                 |

## الفرق بين NTSC و ATSC
- صمم NTSC كمعيار للتلفزيون التناظري في 1941 أما ATSC وهو اختصار لـ Advanced Television System Committee كمعيار للتلفزيون الرقمي في تسعينات القرن المنصرم .
- NTSC يعرض 30 اطار في الثانية الواحدة و 525 خط ويستعمل تضمين FM للصوت أما ATSC فمعدل العرض أو التحديث يصل من 24 إلى 60 اطار في الثانية .
- ATSC يسمح لعرض بما يسمى بالتلفاز عالي الوضوح HDTV اما NTSC فلا .
- ATSC يستعمل شاشات العرض الكبيرة 16:9 وبمدى وضوح يصل من 325x288 إلى 1920x1080 أما NTSC يتبع معدل شاشة العرض ذو 4:3 .
- ATSC يستعمل نطاق ترددي أقل بكثير من NTSC .
- ATSC قادر على نقل صوت ذو surround sound 5.1 أما NTSC فلا ; surround sound 5.1 هو عبارة عن 6 قنوات صوت تستخدم في شاشات السينما والسينما المنزلية .
- يتم الانتقال بشكل كامل للـ ATSC مع مرور الوقت .

## روابط خارجية (إنجليزية)
- U.S. cable television channel frequencies
- TVTower.com - Commercial Television Frequencies
- Representation of the NTSC refresh rate on a television and on a DVD نسخة محفوظة 5 ديسمبر 2012 at Archive.is